# Закон Швабе
Закон, пов'язаний з еластичністю витрат на житло, сформулював німецький статистик другої половини XIX століття А. Швабе з ростом доходів сім'ї її витрати на житло ростуть абсолютно, але зменшуються відносно (інше формулювання: чим бідніша сім'я тим більша частка витрат припадає на житло). Слід також звернути увагу на ту обставину, що еластичність попиту проявляється не тільки в зміні його обсягу, а й в пропорціях і зрушеннях його структури.
Аналогічний закон відкрив німецький вчений-економіст Ернест Енгель — Закон Енгеля.